# IL-8
Interleukine-8 (IL-8), ook wel bekend als neutrofiel-activerende factor (NAF) en hernoemd als CXCL8, is een chemokine. Als potente chemoattractant en angiogene factor is IL-8 een belangrijke mediator bij ontstekingsprocessen.

## Synthese
IL-8 is een 11 kDa eiwitproduct van het IL8 gen, met als chromosomaal locus 4q13.3. Het eiwit is sterk geconserveerd en komt onder andere voor bij de chimpansee, koe, wolf en kip. IL-8 kan onder andere geproduceerd en gesecerneerd worden door endotheelcellen, fibroblasten, epitheelcellen en neutrofiele granulocyten. Productie in veel celtypen wordt sterk geïnduceerd door Tumornecrosefactor-alfa (TNF-α) en IL-1, terwijl lipopolysaccharide (LPS) alleen dit effect heeft op endotheelcellen en fagocyten. IL-1α, IL-1β, TNF-α, IL-3, GM-CSF en activators van het aangeboren immuunsysteem stimuleren productie van IL-8 in monocyten en macrofagen.

## Werking
IL-8 bindt aan zowel CXCR-1- en -2-receptoren, die constitutief tot expressie komen op neutrofielen. Deze G-eiwitgekoppelde receptoren activeren vervolgens G-eiwitten van het Gi type. Binding van IL-8 zorgt voor een snelle activatie van NADPH-oxidase en de daarmee gepaard gaande productie van zuurstofradicalen. Bovendien vindt exocytose plaats van granules en secretoire blaasjes. Daarnaast vindt er expressie van celadhesie-moleculen plaats die binding aan endotheelcellen en extracellulaire matrix mogelijk maakt. Ook vinden er vormverandering van de cel plaats die migratie vergemakkelijken. In vivo uit dit zich in celinfiltratie in met IL-8 ingespoten huid, die al duidelijk zichtbaar is na 15 minuten.